# Corpse Party: Book of Shadows
Corpse Party: Book of Shadows  (コープスパーティーブックオブシャドウズ?, Kōpusu Pātī Bukku obu Shadōzu) è il sequel di Corpse Party: Blood Covered. È stato pubblicato dalla 5pb il 1º settembre 2011 in Giappone, mentre in America ed Europa, su Playstation Network per PSP, rispettivamente il 15 ed il 23 gennaio 2013. Una novità è che se si possederà i file salvataggio del primo Corpse Party, le immagini di quest'ultimo, verranno aggiunte a quelle del nuovo capitolo (anche se questa opzione è assente nella versione giapponese). Sarà altresì possibile scaricarle sulla propria console.

## Trama
Il gioco è stato suddiviso in 7 capitoli(definiti "Episodi), che non saranno in alcun modo collegati tra di loro, anche se i primi due seguiranno le vicende della  Wrong End del quinto capitolo di Blood Covered nel quale i personaggi verranno tutti riportati indietro nel tempo e verrà loro cancellata la memoria, eccetto a Satoshi. Inoltre ognuno degli Episodi ha un proprio protagonista che il giocatore impersonerà e racconterà le vicende in prima persona

### 1º Episodio: Seal
In questo episodio il giocatore impersonerà Naomi. Dopo un pigiama party organizzato a casa sua assieme alla sua migliore amica Seiko, con questa il giorno dopo si reca a scuola per partecipare ai preparativi del Festival Culturale. Ella è l'unica che sembra preoccuparsi e rimane perplessa nel vedere prima lo strano atteggiamento, poi la reazione di Satoshi allarmato che cercherà di fermare e far desistere, senza successo, i compagni dal compiere il rito Sachiko Everafter . Una volta giunti nella Heavenly Host la scena si sposta al litigio con Seiko; prima e dopo esso Naomi avrà continui flashback che le mostreranno il cadavere impiccato dell'amica, grazie ai quali la ragazza, dopo essersi separata da lei, ricorda ciò che sarebbe successo, e si mette subito alla sua ricerca e, una volta trovatala, si riconcilia. Dopo che, tuttavia, Seiko le rivela i sentimenti che prova per lei, scapperà via in lacrime. In seguito andrà di nuovo alla ricerca dell'amica, ritrovandola impiccata nei bagni; stavolta però Naomi riuscirà a salvarla e la tirerà giù, ma quando Seiko si riprende, osservando l'amica (quest'ultima non lo ricorda, ma è stata proprio lei ad impiccarla) scapperà via terrorizzata non accorgendosi di una corda di pianoforte posta alla fine della scalinata che la decapiterà. A Naomi non resta che piangere, abbracciando la testa dell'amica finché non apparirà Sachiko che, dopo che per tutto il capitolo si è finta sua alleata e disposta ad aiutarla a salvare Seiko, leccando il sangue di quest'ultima sul suo braccio le rivelerà con un malvagio ghigno che il destino scelto dalla Heavenly Host School non può essere cambiato e che, anzi, la seconda morte sarà più brutale della prima.

### 2º Episodio: Demise
La protagonista di questo capitolo è Mayu Suzumoto che, grazie ad un deja vu sulla terribile morte a cui è andata incontro nel secondo capitolo di  Blood Covered, evita di seguire i fantasmi dei bambini nell'Infermeria; in seguito, quindi, inizia la sua ricerca dei suoi compagni e dopo un lungo vagare, quando sta per lasciarsi sopraffare dallo sconforto, finalmente la fanciulla incontra Yoshiki, il quale ha perso di vista Ayumi dopo che questa è impazzita e ha cominciato ad assumere un atteggiamento strano ed inquietante, impossessata dagli spiriti di alcune vittime della scuola. Durante la loro ricerca, i due trovano sul pavimento dello spogliatoio antecedente la piscina Nana Ogasawara, legata a terra ed in pericolo di vita, e la traggono in salvo prima che un secchio pieno di arnesi affilati possa caderle addosso. I tre faranno amicizia, decidendo di collaborare al fine di ritrovare i compagni della giovane ragazzina ed Ayumi. Poco dopo, finalmente Mayu e Yoshiki ritrovano l'amica nella biblioteca, ancora impossessata, e Yoshiki, seguendo i consigli ricevuti poco prima da Naho Saenoki, prima tenta di convincere gli spiriti al suo interno ad andarsene, poi finalmente riesce a scacciarli abbracciandola; in seguito il gruppo decide di riposarsi in corridoio e mentre Ayumi e Yoshiki dormono, Nana e Mayu iniziano a parlare del rapporto che quest'ultima ha con il suo amico Morishige e scoprono che entrambe hanno la passione per il teatro. All'improvviso, però, una porta che sembrava chiusa viene spalancata dal fantasma di Yoshikazu che taglia le gambe, afferra e trascina via Nana. Mayu, costretta ad osservare impotente quella scena, scappa e si rifugia nell'aula 1-A, chiedendosi come farà a dire ciò che è successo ai suoi amici, che in seguito la raggiungeranno. Mayu, a quel punto, nota che i lividi che ha sulla guancia e sulla pancia (le stesse ferite inflittole dai due fantasmi di Yuki e Tokiko, quando l'avevano scaraventata contro la parete), iniziano ad espandersi ed a sanguinare. Terrorizzata, la ragazza fugge ancora una volta e raggiunge l'infermeria; qui, utilizza alcuni medicinali per curarsi e, dopo aver visto un leggero miglioramento, si rasserena e decide di lasciare la stanza; tuttavia la porta è bloccata e non si vuole aprire. In quel momento, i fantasmi di Ryou, Yuki e Tokiko appaiono dietro di lei e, sollecitati da Sachiko, decidono, per divertirsi, di vivisezionarla, per poi usare le sue interiora per abbellire le pareti. Gli ultimi pensieri di Mayu sono rivolti a Sakutaro, sperando che egli non cambi opinione su di lei dopo che il suo corpo verrà ridotto in quello stato, pregando che continui a considerarla bella.

### 3º Episodio: Encounter
La professoressa Yui, da qualche giorno è assente da scuola, così Satoshi viene incaricato dal supplente di portarle direttamente a casa alcuni documenti scolastici. Una volta arrivato all'appartamento si accorge che la porta è aperta, e ad accoglierlo in casa vi è il gatto Monet, poi poco dopo appare l'insegnante che, in preda ad un pesante stato di confusione, dovuto alla febbre alta, lo scambia per un'altra persona e lo abbraccia, per poi svenire fra le sue braccia. A questo punto, Yui, impersonata dal giocatore, inizia a sognare un ricordo di quando frequentava ancora la Kisaragi Academy come studentessa. Qui, aveva conosciuto Tsukasa Mikuni, col quale nascerà un'amicizia che diverrà via via sempre più stretta. Un giorno, mentre si stava recando a scuola, viene fermata da un'anziana signora che la mette in guardia circa un pericolo imminente, che minaccia la sua vita, pregandola di non recarsi alla Kisaragi quel giorno; ella non è altri che Makina Shinozaki lontanamente imparentata con Sachiko e Yoshie Shinozaki e non lascerà andar via la giovane studentessa finché non accetterà, almeno, un amuleto che le verrà offerto dalla vecchia donna, prima che quest'ultima collassi a terra. Quello stesso pomeriggio, dopo che le lezioni sono finite ed aver raggiunto Tsukasa all'entrata, quest'ultimo nota il suo strano atteggiamento e la sua preoccupazione, e così la ragazza decide di raccontargli tutto dell'incontro con la vecchia, ma dopo aver fatto ciò l'amico ride delle sue preoccupazioni e le dice di tranquillizzarsi, e tale reazione la lascia amareggiata e la induce ad andarsene via da sola a casa. Rincasata Yui prima riceve dalla madre la notizia che la vecchia è morta, poi, arrivata nella sua stanza, si accorge di aver dimenticato a scuola la matita che Tsukasa le aveva regalato come porta-fortuna per l'esame che avrebbe avuto l'indomani; così, nonostante l'ora tarda, decide di tornare indietro a prenderla. Una volta recuperato l'oggetto, però, si accorge che una strana presenza si aggira per i corridoi dell'edificio: essa non è altri che Yoshie Shinozaki, la madre di Sachiko, il cui spirito infesta ancora la scuola. A quel punto, la ragazza dovrà fuggire, prima dall'aula, poi dall'istituto, quando però le cose sembrano volgere per il peggio Yui viene raggiunta da Tsukasa che riesce a salvarla perché era preoccupato per lei. In seguito, Yui sverrà, e sia lei che l'amico verranno salvati dall'intervento ancora di Makina che attaccherà Yoshie, permettendo loro di scappare. Yui si risveglierà la mattina dopo nell'infermeria e, dopo aver dialogato con Tsukasa, scoprirà che questi non rammenta nulla della sera prima, quindi ella classificherà l'accaduto come un incubo. Nell'ultima scena dell'episodio, si vede Tsukasa che accompagna l'amica sul tetto per farle assistere all'alba, dinnanzi al quale i due giovani, tenendosi per mano, si promettono reciprocamente che realizzeranno i loro sogni e, a quel punto, Yui si sveglia, scoprendo che Satoshi si è preso cura di lei, mentre stava dormendo.

### 4º Episodio: Purgatory
In questo episodio, si giocherà nei panni di Sayaka Ooue, compagna di classe nonché migliore amica di Naho Saenoki, che convince quest'ultima a venire il giorno dopo come ospite del suo show radiofonico per parlare del suo lavoro di esperta del paranormale. Durante tale intervista, tuttavia, avvengono una serie di inquietanti eventi: dapprima Naho si accorge della presenza di Sachiko accovacciata in un angolo della sala, e, seppure turbata, tenterà di far finta di nulla continuando l'intervista; in seguito, i tecnici fanno notare qualcosa di strano a Sayaka nelle registrazioni, ovvero una voce sconosciuta che dice  Vi sto guardando, e subito dopo uno di quelli viene colto da un violento malore. Tornata a casa, durante la sera d'improvviso ode Naho urlare ed una volta raggiuntala in strada si fa raccontare ciò che è successo: il mentore con cui convive, Kou Kibiki, è andato nella Heavenly Host a sua insaputa per continuare le sue indagini intorno al caso del rapimento dei tre bambini; così, dopo un iniziale titubanza, Sayaka si lascia convincere dall'amica a compiere il rito e seguirla nella scuola maledetta, promettendole che sarebbero rimaste amiche per sempre e avrebbe fatto di tutto per proteggerla. Ma le due, una volta giunte nel luogo, vengono separate e Sayaka, allora, vagherà per i sotterranei della scuola alla ricerca dell'amica. Raggiunta la stanza di vivisezione, si nasconderà dentro l'armadio, dopo aver sentito che qualcuno sta arrivando. Dalla fessura delle ante, riesce a vedere la grande figura di Yoshikazu che porta sulle spalle Nana Ogasawara e la distende sul tavolo e poi, tra le urla terrorizzate, i pianti e la disperazione della ragazza, l'uomo prende un paio di pinze e le strappa la lingua, uccidendola per lo shock e per il dissanguamento. Sayaka, allora, comprende la natura di quel luogo e pregherà Naho di venirla a salvare. I giorni si susseguiranno e il capitolo infine si chiude con Sayaka che, stremata e priva di forze, viene trascinata da Yoshikazu nella stanza di vivisezione

### 5º Episodio: Shangri-La
In questo capitolo si impersonerà Sakutaro Morishige, del quale seguiremo le vicende nella Heavenly Host, durante la sua sentita ricerca della migliore amica Mayu. Durante il capitolo egli incontra dapprima Shougo Taguchi, del quale però si libera quasi subito e declina l'offerta di quello di unire le loro ricerche dei rispettivi compagni, seccato dalla sua petulanza, poi poco dopo, incontra Mitsuki e Fukuroi, due studenti della Byakudan Senior High School, ai quali si aggrega nell'andare alla ricerca di Mayu e dei compagni di quelli. In seguito, nei pressi della piscina troveranno Emi Urabe, un'altra studentessa della Byakudan, che apparirà profondamente scioccata e, nonostante i tentativi dei suoi due compagni di farla tornare in sé, quella alla fine scappa via; mentre quindi Mitsuki e Fukuroi correranno al suo inseguimento, Morishige rimarrà lì e preferirà continuare da solo la sua ricerca. Più tardi, dopo aver incrociato due ragazzine, Nari e Chihaya (due compagne di classe di Nana Ogasawara), da cui si separa dopo che esse rimangono allibite dalla sua reazione alla vista dei corpi registrati in una videocassetta di Taguchi, sulla rampa di scale tra il primo e il secondo piano, incontra di nuovo Mitsuki mentre corre terrorizzata, ma quando tenta di parlarci, ella lo aggredisce verbalmente notando le sue mani sporche di sangue; nonostante Morishige cerchi di chiarirsi dicendole che il sangue era di un corpo che aveva esaminato prima, la ragazza gli urla che il suo modo di reagire non è normale. Tale reazione è dovuta al fatto che precedentemente la giovane, inseguendo assieme a Fukuroi la sua compagna Emi, assiste all'uccisione di quest'ultima sotto i colpi di martello di Yoshikazu; in seguito quindi i due tentano di scappare dal grosso uomo, ma Fukuroi viene catturato e ridotto in fin di vita, mentre la ragazza riesce a scappare via; poco dopo il giovane riceve il colpo di grazia e viene ucciso da una serie di coltellate di Kizami. Più tardi proprio lui e Mitsuki si incontrano, e dopo che la ragazza avrà manifestato tutta la sua disperazione per aver visto due dei suoi compagni morire, il ragazzo decide di “ aiutarla” a superare lo shock cercando di ucciderla, ma la ragazza evita il colpo e scappa via. Dopo essere corsa via da Morishige, tuttavia, Mitsuki viene catturata da Kizami, che comincerà quindi ad accoltellarla, anche se la ragazza non gli darà mai la soddisfazione di sentirla urlare e di esprimere il suo dolore come desidera il giovane, e subirà silenziosa i continui colpi di quello fino alla morte. In seguito, Sakutaro ritroverà il suo corpo privo di vita e, dopo essersi accorto che è ancora caldo e che quindi è morta da poco, decide di fotografarlo. E così il capitolo si chiude con Morishige che, dopo aver inseguito Yuka (nel terzo capitolo di  Blood Covered), resta ad ammirare affascinato i corpi fotografati.

### 6º Episodio: Mire
Tale capitolo mostra ciò che succede nella Wrong End del 5º capitolo di  Blood Covered in cui Kizami riesce a catturare Yuka Mochida. Protagonista di quest'episodio è, quindi, la giovane che si risveglia legata mani e piedi ad uno dei tavoli del laboratorio di scienze, mentre sopraggiunge Kizami, intenzionato ad ucciderla, ma che prima si diverte ad alimentare il suo terrore e ad udire le sue urla di paura. Tuttavia proprio sentendo il panico della ragazzina, addirittura lui, che ha ucciso a sangue freddo e senza scrupoli i suoi amici, a poco a poco comincia a provare pietà per la ragazzina, e deciderà di non ucciderla, ma bensì di renderla la sua piccola sorellina, ma mentre pensa ciò viene colpito da dietro col martello da Yoshikazu; questo subito dopo si appresta quindi a colpire anche Yuka, ma notando la sua innocenza, nonostante anche i continui ordini di Sachiko, non trova il coraggio di ucciderla, e nella confusione delle continue urla dell'uomo, riesce a scappare via dall'aula. Sachiko intuisce che la ragazzina si è salvata perché porta con sé ancora il proprio pezzo di sagoma, ed escogita quindi un altro piano per eliminarla. Dopo un violento terremoto, Yuka si risveglia nel sotterraneo della scuola, e dopo aver vagato per le spaventose stanze lì, incontra Sachiko, che si finge lo spirito di una bambina innocente e spaventata che si è persa, e date le preoccupazioni e la premura della giovane adolescente nei suoi confronti, inizierà a chiamarla “ sorellona”. Compiaciuta di ciò, Yuka a cominciare ad agire come una sorella maggiore, cercando di apparire protettiva nei confronti della “ sorellina”, accettando anche di soddisfare tutte le richieste di quest'ultima quando le chiede dapprima di poter avere le sue scarpe, poi anche i suoi calzini. In seguito entrando nel magazzino, Sachiko chiede a Yuka di poter avere il suo cerchietto per capelli, e quando inizialmente questa si rifiuta, il fantasma si infurierà. Infine, che Yuka cede o meno il cerchietto a Sachiko (la scelta è data al giocatore) dopo una serie di eventi in entrambi i casi quando questa chiede a Yuka di cederle la vita, la giovane viene indotta contro la sua reale volontà ad accettare la richiesta dello spettro, così appare Yoshikazu che le frantuma la testa con una martellata. Sachiko, ridente, decide quindi di scattare una foto al cadavere, dicendo che sarà poco dopo ritrovata da Satoshi. Tuttavia osservando il cadavere di Yuka riflette su quanto sia stato divertente ucciderla, ovvero così tanto da volerlo rifare. Così Sachiko resuscita la ragazza, la conduce nella stanza della vivisezione e si diverte e spingerla nelle enormi pozze di sangue piene di pezzi di corpi martoriati, per poi, dopo molto tempo dedicato a deriderla, aiutarla ad uscire. Per un buon periodo di tempo non fa altro che prenderla in giro, poi le chiede scusa e con lei decide di percorrere alcuni corridoi, senza rivolgere la parola a Mochida, che arranca. Il capitolo si conclude con Yuka che continua a seguire lo spettro, lasciando intendere che lo stia perdendo di vista e che la sua vita è salva. Infatti, nell'apertura del sequel, Corpse Party: Blood Drive, Yuka Mochida è ancora viva ed in compagnia dei sopravvissuti, ovvero suo fratello Satoshi, Naomi Nakashima, Ayumi Shinozaki e Yoshiki Kishinuma.

### 7º episodio: Tooth
L'episodio è interamente dedicato agli studenti della Byakudan Senior High School, in particolare attraverso il punto di vista di Tohko Kirisaki, protagonista dello stesso. Dopo che Emi Urabe ha suggerito di compiere il  Sachiko Ever After gli studenti si sono ritrovati nella scuola e si trovano dunque a cercare una via d'uscita da quel posto che assai presto capiscono essere spaventoso e maledetto. Purtroppo subito uno di essi, Ryosuke Katayama, si ferisce gravemente ad una gamba finendo in una trappola e le sue condizioni peggiorano rapidamente, così mentre il suo migliore amico Tomohiro Ohkawa ed Emi gli restano vicino, Kizami, Tohko e Kai Shimada decidono di andare avanti ed esplorare il luogo per verificare se vi sono altre trappole. Giunti nella sala d'ingresso si accorgono che il portone è aperto e che quindi possono fuggire dall'edificio, e così la ragazza propone di tornare indietro per avvertire il resto dei compagni, ma Shimada egoisticamente e in maniera rude si rifiuta e decide di scappare dalla scuola da solo. Poco dopo Tohko e Kizami odono le urla della loro compagna Mitsuki, e quindi decidono di tornare dai loro compagni; arrivati però scoprono che le condizioni di Ryosuke sono gravemente peggiorate, e così mentre Tohko torna indietro per cercare Mitsuki, Kizami resta lì e accetta di portare in spalla il compagno ferito verso il salone d'entrata. In seguito però Tohko incrocerà di nuovo i compagni e scoprirà che Ryosuke non ce l'ha fatta; mentre le due ragazze piangono la sua scomparsa, tuttavia odono dei passi e vedono Shimada lentamente arrivare; d'improvviso dietro di lui appaiono i bambini-fantasma, che scompaiono quando le due si fanno coraggio e si avvicinano notando che il loro compagno non si muove più, scoprendo che egli è morto con il suo coltello conficcato nello stomaco. Le urla delle ragazze attirano Kizami, e mentre anch'egli appura la morte del compagno, d'improvviso essi intravedono per un attimo la figura di Sachiko. Poco dopo Emi e Kizami tornano da Ryosuke ed Ohkawa, mentre Tohko, come suggerito dal ragazzo, rimane lì per evitare di correre qualche rischio. Emi avverte Ohkawa che Sachiko si sta avvicinando e che quindi devono sbrigarsi a scappare e tenta di convincerlo ad abbandonare il suo migliore amico, oramai morto, ma quello non accetta la dura realtà e si rifiuta di lasciarlo, allora Kizami, per convincerlo, calcia giù dalle scale il corpo di Ryosuke; tale gesto sciocca i suoi compagni e le urla di questi attira Tohko, che accorre lì e scopre ciò che è successo, mentre Emi e Ohkawa scappano via spaventati e definendo Kizami “ assassino”. Tohko, nonostante gli avvertimenti dell'amica di scappare, poiché è molto innamorata di Kizami per il suo modo di fare da ragazzo maturo, tranquillo e di buon cuore, decide quindi di tentare di parlarci, ma dapprima nota che egli ha in mano il coltello che poco prima era infilzato nell'addome di Shimada, e poi viene aggredita e colpita con due pugni dal ragazzo, uno dei quali le stacca un dente, e così mentre scappa via atterrita e scioccata si nasconde nell'Infermeria (dove verrà trovata in  Blood Covered nel finale negativo del 4º capitolo), Kizami prende il suo dente ed inizia a sgranocchiarlo e succhiarlo con un'espressione inquietante e compiaciuta

## Capitolo extra: Blood Drive
Questo capitolo non è stato numerato, distaccandosi dal resto degli effettivi episodi del gioco, poiché sarà privo di Wrong Ends, ed è inoltre un effettivo sequel delle vicende di  Corpse Party: Blood Covered, ed un prologo di  Corpse Party: Blood Drive, terzo gioco della saga, pubblicato in Giappone il 24 luglio 2014. Per sbloccare tale capitolo occorre avere file di salvataggio di Blood Covered oppure ottenere tutti i Wrong Ends dei 7 capitoli di  Book of Shadows.
Dopo essere scappata col resto dei compagni sopravvissuti dalla Heavenly Host, Naomi, si è chiusa nella sua camera ed è diventata alquanto instabile mentalmente poiché nessuno, tranne lei (e gli altri sopravvissuti), ricorda di Seiko, la cui esistenza, come quella delle altre vittime della scuola maledetta, è stata cancellata.
In questo capitolo, quindi, dopo essersi ripresa la ragazza decide di recarsi a casa della sua migliore amica dove scopre che Yuu, il fratello minore di quest'ultima, ha preso il suo posto nel gestire la casa e gli altri fratelli più piccoli in assenza del padre; ella tenta quindi di parlare loro di Seiko affinché possano ricordarla, ma prima che possa farlo viene fermata da Ayumi, che le propone piuttosto di seguirla alla ricerca della casa ove ha abitato Sachiko e la sua famiglia. La giovane, infatti, nota che seppure anche Naho e Kibiki sono morti nella Heavenly Host, il loro ricordo (e il blog della giovane esperta dell'occulto) è ancora esistente, e quindi vuole tentare di trovare qualcosa che possa perlomeno restituire le memorie anche dei compagni defunti. Giunte nella cittadina di campagna, dopo aver tentato di chiedere a qualche abitante del luogo l'ubicazione della casa Shinozaki, ottenendo solo fredde e strane reazioni, vengono accompagnate lì da un uomo con un mini-truck. Tra i boschi le due ragazze inizialmente non riescono a trovare la casa, ma soltanto un vecchio fienile; successivamente, calata la sera e poiché l'uomo sembra essere scomparso e aver abbandonato il suo mezzo, tornando lì vedono dinnanzi a loro la gran mole dell'abitazione Shinozaki, apparsa dal nulla, illuminata da una fioca luce azzurra. Dopo essere entrate e aver vagato per l'inquietante abitazione, in una delle stanze trovano alcuni kimono appartenenti a Sachiko ed una foto in cui è raffigurata lei con sua madre e suo padre, al quale però è stato cancellato il volto (anche se una sua immagine in cui appare in maniera chiara col volto non oscurato può essere trovata nell'Infermeria durante l'episodio Seal); poi dietro ad una cassaforte scoprono che vi è un passaggio segreto e, scendendo le scale, si ritrovano in una stanza sotterranea segreta. In essa dapprima trovano l'albero genealogico Shinozaki, in cui scoprono non solo che stranamente tutti i membri maschili sono soliti morire prematuramente, e quindi la stirpe viene portata avanti col cognome dei membri femminili, ma anche che Ayumi è imparentata con Sachiko e Yoshie; inoltre Ayumi, dietro ad un pannello del muro di legno, scopre un altarino su cui vi è un grosso libro sulla cui copertina è raffigurato un teschio: il “ Book of Shadows” ( “ il Libro delle Ombre” ). In esso le due ragazze trovano tanti riti e formule magiche, tra le quali scoprono quella che ha dato origine alla maledizione della Heavenly Host e, soprattutto, un rito capace di far resuscitare le persone. Ayumi, allettata dalla possibilità di riportare in vita i compagni scomparsi, convince Naomi a compiere tale rito e come primo compagno da far rivivere scelgono Mayu. Quando però le cose sembrano star funzionando, scoprono che la ragazza appena resuscitata ha un'enorme macchia nera al posto del volto, ed in seguito il corpo della stessa comincia a riempirsi di strani segni, dai quali poi fuoriescono sempre più lame, che alla fine lo fanno esplodere in un'enorme pozza di sangue. Successivamente tali segni iniziano a comparire anche sul corpo delle due ragazze, e così Ayumi, tra atroci sofferenze, inizia ad essere trapassata dalle lame, ma fortunatamente, prima che le cose volgano per il peggio, Hinoe, la sorella di quest'ultima, sopraggiunge e le trae in salvo. Poco dopo, però, mentre Ayumi piange tra le braccia della sorella, a quest'ultima improvvisamente esplode la testa; il capitolo quindi si chiude con le urla di Ayumi ed una scritta che anticipa che la storia continua nel successivo capitolo della saga.

## Modalità di gioco
Il gioco abbandona lo stile del primo titolo della saga, in favore di un "punta e clicca". Non si vedrà mai i personaggi muoversi direttamente tra le mura della Heavenly Host (o di altri luoghi), se non nella piccola mappa dell'edificio, divisa in varie sezioni entro le quali far giungere il personaggio cliccandoci sopra. Ognuna di questa sezioni è rappresentata da immagini che ritraggono, ad esempio una determinata parte di un corridoio o un'aula, e il giocatore potrà interagire con i vari elementi raffigurati in tale immagini cliccandoci sopra qualora il cursore diventi azzurro. Nonostante gli elementi horror e splatter delle vicende e delle morti (in particolare quelle legate alle Wrong End) siano molto simili a Blood Covered, le dinamiche di gioco, che consisteranno quasi esclusivamente in lunghi dialoghi tra i personaggi, o descrizione dettagliata degli avvenimenti che si stanno svolgendo, ridurranno al minimo gli effettivi movimenti e le azioni richieste al giocatore (che si svolgeranno comunque, come già detto, nei vari ferma-immagine delle sezioni del luogo) rendono la struttura del gioco quella di una Visual novel piuttosto di un survival horror. Una novità di tale gioco è la "barra dell'oscurità": analizzando i cadaveri (dai quali si potrà ottenere le tessere d'identità) o assistendo ad altri fatti che metteranno a dura prova la sanità mentale del personaggio, la barra si riempie e, una volta completa, si impazzirà e si andrà incontro alla morte.